# 2022年モナコグランプリ
2022年モナコグランプリ（英:  2022 Monaco Grand Prix）は、2022年のF1世界選手権の第7戦として、2022年5月29日にモンテカルロ市街地コースにて開催。
正式名称は「Fomula 1 Grand Prix De Monaco 2022」。

## 背景
タイヤ
本レースでピレリが持ち込むドライ用タイヤのコンパウンドはハード（白）：C3、ミディアム（黄）：C4、ソフト（赤）：C5のソフト寄りの組み合わせ。提供されるセット数はハード2、ミディアム3、ソフト8。
| ドライ用   | ドライ用       | ドライ用   | ウェット用           | ウェット用   |
| C3         | C4             | C5         | インターミディエイト | フルウェット |
| ---------- | -------------- | ---------- | -------------------- | ------------ |
| （ハード） | （ミディアム） | （ソフト） | （小雨用）           | （大雨用）   |
DRS：1箇所※（　）内は検知ポイント
- DRS1：ターン19より18m先から（ターン16より80m先）

## エントリーリスト
前戦から変更なし。

## フリー走行
FP1
2022年5月27日 14:00 CEST(UTC+2)
トップはシャルル・ルクレール。前戦では3,5位と好調だったメルセデス勢は、ルイス・ハミルトンが「信じられない量」と無線で伝えるほどのバウンシングに見舞われた。ミック・シューマッハがギアボックストラブルにより、コース入口を塞ぐ形で止まったため赤旗中断となったものの、セッション自体は滞りなく終わった。
FP2
2022年5月27日 17:00 CEST(UTC+2)
トップはFP1に続きルクレールが記録。僅差でカルロス・サインツが続いた。3位のセルジオ・ペレスとは0.379秒差という大きな差をつけた。ダニエル・リカルドはターン14で姿勢を乱しターン15のアウト側のバリアへクラッシュ、車両回収とバリアの修復のために赤旗中断となった。
FP3
2022年5月28日 13:00 CEST(UTC+2)
トップはレッドブルのペレス。何人かのドライバーがトラフィックに対し無線で不満をぶちまける場面が見られた。ランス・ストロールがガードレールに接触し翼端板を破損させたが、赤旗中断となるようなことはなかった。

## 予選
2022年5月28日 16:00 CEST(UTC+2)（文章の出典）
ポールはシャルル・ルクレールでシーズン5度目通算14回目の獲得。Q1は残り2分25秒で角田裕毅がガードレールに接触しホイールの破損とパンクを起こしたため赤旗中断となった。程なくして再開したが多数のマシンがピットレーンに並んでいたため、計測ラップに入れないドライバーが見られた。Q3では1度目の計測でルクレールが暫定ポールとなり、次いでサインツ、ペレス、フェルスタッペンが続いた。2回目の計測ラップのセクター1でルクレールはタイムを縮めていたが、ペレスがターン8でクラッシュ。直後を走っていたサインツは回避が間に合わずに衝突、2台のマシンがコースを塞ぐ形となり予選は終了した。

### 予選結果
| 順位                | No. | ドライバー                 | コンストラクター                        | Q1       | Q2       | Q3       | Grid |
| ------------------- | --- | -------------------------- | --------------------------------------- | -------- | -------- | -------- | ---- |
| 1                   | 16  | シャルル・ルクレール       | フェラーリ                              | 1:12.569 | 1:11.864 | 1:11.376 | 1    |
| 2                   | 55  | カルロス・サインツ         | フェラーリ                              | 1:12.616 | 1:12.074 | 1:11.601 | 2    |
| 3                   | 11  | セルジオ・ペレス           | レッドブル-RBPT                         | 1:13.004 | 1:11.954 | 1:11.629 | 3    |
| 4                   | 1   | マックス・フェルスタッペン | レッドブル-RBPT                         | 1:12.993 | 1:12.117 | 1:11.666 | 4    |
| 5                   | 4   | ランド・ノリス             | マクラーレン-メルセデス                 | 1:12.927 | 1:12.266 | 1:11.849 | 5    |
| 6                   | 63  | ジョージ・ラッセル         | メルセデス                              | 1:12.787 | 1:12.617 | 1:12.112 | 6    |
| 7                   | 14  | フェルナンド・アロンソ     | アルピーヌ-ルノー                       | 1:13.394 | 1:12.617 | 1:12.247 | 7    |
| 8                   | 44  | ルイス・ハミルトン         | メルセデス                              | 1:13.444 | 1:12.595 | 1:12.560 | 8    |
| 9                   | 5   | セバスチャン・ベッテル     | アストンマーティン・アラムコ-メルセデス | 1:13.313 | 1:12.613 | 1:12.732 | 9    |
| 10                  | 31  | エステバン・オコン         | アルピーヌ-ルノー                       | 1:12.848 | 1:12.528 | 1:13.047 | 10   |
| 11                  | 22  | 角田裕毅                   | アルファタウリ-RBPT                     | 1:13.110 | 1:12.797 |          | 11   |
| 12                  | 77  | バルテリ・ボッタス         | アルファロメオ-フェラーリ               | 1:13.541 | 1:12.909 |          | 12   |
| 13                  | 20  | ケビン・マグヌッセン       | ハース-フェラーリ                       | 1:13.069 | 1:12.921 |          | 13   |
| 14                  | 3   | ダニエル・リカルド         | マクラーレン-メルセデス                 | 1:13.338 | 1:12.964 |          | 14   |
| 15                  | 47  | ミック・シューマッハ       | ハース-フェラーリ                       | 1:13.469 | 1:13.081 |          | 15   |
| 16                  | 23  | アレクサンダー・アルボン   | ウィリアムズ-メルセデス                 | 1:13.611 |          |          | 16   |
| 17                  | 10  | ピエール・ガスリー         | アルファタウリ-RBPT                     | 1:13.660 |          |          | 17   |
| 18                  | 18  | ランス・ストロール         | アストンマーティン・アラムコ-メルセデス | 1:13.678 |          |          | 18   |
| 19                  | 6   | ニコラス・ラティフィ       | ウィリアムズ-メルセデス                 | 1:14.403 |          |          | 19   |
| 20                  | 24  | 周冠宇                     | アルファロメオ-フェラーリ               | 1:15.606 |          |          | 20   |
| 107% time: 1:17.648 |     |                            |                                         |          |          |          |      |
| ソース:             |     |                            |                                         |          |          |          |      |

## 決勝
2022年5月29日 15:00 CEST(UTC+2)（文章の出典）
優勝はセルジオ・ペレス。2位にカルロス・サインツ、3位にマックス・フェルスタッペン。
決勝開始直前に降り出した雨により、フォーメーションラップは16分遅れで始まったが、2周目に赤旗が掲示され中断となった。40分後にローリングスタートで77周のレースが再開。序盤はフェラーリ勢が先行していたが、徐々に路面が乾き始めた17周目に3位のペレスがピットインし、インターミディエイトへ交換。トップのルクレールは2周後にピットへ向かったものの、その時点でペレスとの差は20秒弱しかなくアンダーカットを許してしまう。この時点でトップはサインツ、2位ペレス、3位ルクレール、4位フェルスタッペンとなった。レーシングラインは更に乾いたため、22周目にフェラーリ勢はハードタイヤへ交換、レッドブル勢も翌周にハードタイヤへ交換した。しかし、フェラーリ勢はピット作業に手間取ったことやタイヤの温まりの悪さなどから、ペレスとフェルスタッペンがそれぞれオーバーカットを成功させ、1,3位へ順位を上げた。24周目にはターン14で姿勢を乱したミック・シューマッハがクラッシュ、マシンの撤去とバリアの修復のために2度目の赤旗が振られた。31周目にSC先導により再開したが、3時間ルールが適用されたため64周にてレースは終了。レース終盤には1分18秒台まで落ち込んだペレスだったがサインツからポジションを守り切り、シーズン初優勝。また、メキシコ人としても初めてモナコGPで優勝を果たした。レース後にフェラーリはペレスとフェルスタッペンのピットアウト時の動きに対し抗議を行ったものの、いずれも却下された。

### レース結果
| 順位    | No. | ドライバー                 | コンストラクター                        | 周回数 | タイム/リタイア原因 | Grid | Pts. |
| ------- | --- | -------------------------- | --------------------------------------- | ------ | ------------------- | ---- | ---- |
| 1       | 11  | セルジオ・ペレス           | レッドブル-RBPT                         | 64     | 1:56:30.265         | 3    | 25   |
| 2       | 55  | カルロス・サインツ         | フェラーリ                              | 64     | +1.154              | 2    | 18   |
| 3       | 1   | マックス・フェルスタッペン | レッドブル-RBPT                         | 64     | +1.491              | 4    | 15   |
| 4       | 16  | シャルル・ルクレール       | フェラーリ                              | 64     | +2.922              | 1    | 12   |
| 5       | 63  | ジョージ・ラッセル         | メルセデス                              | 64     | +11.968             | 6    | 10   |
| 6       | 4   | ランド・ノリス             | マクラーレン-メルセデス                 | 64     | +12.231             | 5    | 9FL  |
| 7       | 14  | フェルナンド・アロンソ     | アルピーヌ-ルノー                       | 64     | +46.358             | 7    | 6    |
| 8       | 44  | ルイス・ハミルトン         | メルセデス                              | 64     | +50.388             | 8    | 4    |
| 9       | 77  | バルテリ・ボッタス         | アルファロメオ-フェラーリ               | 64     | +52.525             | 12   | 2    |
| 10      | 5   | セバスチャン・ベッテル     | アストンマーティン・アラムコ-メルセデス | 64     | +53.536             | 9    | 1    |
| 11      | 10  | ピエール・ガスリー         | アルファタウリ-RBPT                     | 64     | +54.289             | 17   |      |
| 12      | 31  | エステバン・オコン         | アルピーヌ-ルノー                       | 64     | +55.6442            | 10   |      |
| 13      | 3   | ダニエル・リカルド         | マクラーレン-メルセデス                 | 64     | +57.635             | 14   |      |
| 14      | 18  | ランス・ストロール         | アストンマーティン・アラムコ-メルセデス | 64     | +60.802             | 18   |      |
| 15      | 6   | ニコラス・ラティフィ       | ウィリアムズ-メルセデス                 | 63     | +1 Lap              | 19   |      |
| 16      | 24  | 周冠宇                     | アルファロメオ-フェラーリ               | 63     | +1 Lap              | 20   |      |
| 17      | 22  | 角田裕毅                   | アルファタウリ-RBPT                     | 63     | +1 Lap              | 11   |      |
| Ret     | 23  | アレクサンダー・アルボン   | ウィリアムズ-メルセデス                 | 48     | DNF1                | 16   |      |
| Ret     | 47  | ミック・シューマッハ       | ハース-フェラーリ                       | 24     | DNF                 | 15   |      |
| Ret     | 20  | ケビン・マグヌッセン       | ハース-フェラーリ                       | 19     | DNF                 | 13   |      |
| ソース: |     |                            |                                         |        |                     |      |      |

追記
- ^FL - ファステストラップの1点を含む
- ^1 - アルボンはコース外走行でアドバンテージを得たため5秒のタイムペナルティ[15]。
- ^2 - オコンは他車との接触により5秒のタイムペナルティ[16]。

## 第7戦終了時点のランキング

### ワールド・チャンピオンシップ
|         | 順位 | ドライバー                 | ポイント | 1位との差 |
| ------- | ---- | -------------------------- | -------- | --------- |
|         | 1    | マックス・フェルスタッペン | 125      |           |
|         | 2    | シャルル・ルクレール       | 116      | -9        |
|         | 3    | セルジオ・ペレス           | 110      | -15       |
|         | 4    | ジョージ・ラッセル         | 84       | -41       |
|         | 5    | カルロス・サインツ         | 83       | -42       |
| ソース: |      |                            |          |           |

|         | 順位 | コンストラクター          | ポイント | 1位との差 |
| ------- | ---- | ------------------------- | -------- | --------- |
|         | 1    | レッドブル-RBPT           | 235      |           |
|         | 2    | フェラーリ                | 199      | -36       |
|         | 3    | メルセデス                | 134      | -101      |
|         | 4    | マクラーレン-メルセデス   | 59       | -176      |
|         | 5    | アルファロメオ-フェラーリ | 41       | -194      |
| ソース: |      |                           |          |           |

- 注：いずれもトップ5まで掲載。

### DHLファステストラップアワード
|         | 順位 | ドライバー                 | 獲得数 |
| ------- | ---- | -------------------------- | ------ |
|         | 1    | シャルル・ルクレール       | 3      |
|         | 2    | マックス・フェルスタッペン | 2      |
|         | 3    | セルジオ・ペレス           | 1      |
| 1       | 4    | ランド・ノリス             | 1      |
| ソース: |      |                            |        |

- 注：いずれもトップ5まで掲載。
- 注：ファストテストラップアワードは同数の場合、カウントバック方式がとられている。